# Batalla de Orihuela (1873)
La batalla de Orihuela fue un enfrentamiento militar que tuvo lugar en España el 30 de agosto del año 1873 entre las fuerzas cantonales murcianas, dirigidas por Antonete Gálvez, y las gubernamentales, encabezadas por el gobernador militar Ruiz Piñero y Mariano Artés Campillo. El encuentro se saldó con una victoria cantonal y la adhesión de Orihuela a la causa revolucionaria.

## Antecedentes
El 30 de agosto de 1873, algunos días después del bombardeo de Almería, partió de Cartagena una expedición bajo Antonete Gálvez cuyo objetivo era atraer al bando cantonal la ciudad de Orihuela, en manos del Gobierno de España. No sería solo la constitución de un cantón en la ciudad lo que motivó a los federalistas a actuar, ya que también solían recaudar una gran cantidad de dinero por cada población que visitaban.
La expedición salió de Cartagena durante la madrugada, y llegó a Orihuela aproximadamente a las 5, después de que por el camino se les uniesen artillería y voluntarios procedentes de Murcia y capitaneados por José María Callejas. De inmediato, las milicias insurrectas irrumpieron en el mercado y varios otros puntos de la ciudad, causando el pánico entre la población.

## La batalla
La única resistencia que hallaron los cantonales fue por parte de la guarnición, que estaba compuesta por once guardias civiles y cuarenta carabineros, cuyo capitán era Mariano Artés Campillo. La guarnición intentó resistir contra Gálvez en el llamado Paseo de la Glorieta, pero en un repliegue se vieron sorprendidos por las fuerzas insurrectas de Pedro del Real, que habían penetrado en la ciudad vadeando el río Segura y atravesando la carretera de Callosa. Dichas fuerzas utilizaron su artillería, lo que inclinó totalmente el resultado de la batalla a favor de cartageneros y murcianos. Entre la guarnición gubernamental se hicieron dos prisioneros y hubo catorce muertos y nueve heridos, mientras que los cantonales tuvieron un muerto, dos heridos y varios contusos.
Debido a lo imprevista que había sido aquella incursión, los insurrectos no habían llevado consigo elementos sanitarios. Inútilmente intentaron pedirlos en Orihuela, donde los boticarios se negaron a dárselos. Tras la negativa, Antonete Gálvez hizo traer un cañón con el que hizo volar la puerta de la farmacia, quedando los cantonales servidos al momento.

## Consecuencias
Asegurada la posesión de la ciudad por los hombres de Gálvez, llegó el momento de destituir el Ayuntamiento y constituir una junta revolucionaria, con lo que Orihuela pasaba al bando federal y se constituía en cantón. Como en cada ciudad, los cantonales se cobraron varios miles de pesetas para gastos militares, tras lo cual la expedición volvió a sus respectivos hogares, siendo los prisioneros llevados a bordo del Isabel II y después de unos días puestos en libertad. En cuanto a las bajas civiles, el Gobierno de España las usó para desacreditar la causa revolucionaria.